# Aurora (Carolina do Norte)
Aurora é uma cidade  localizada no estado norte-americano de Carolina do Norte, no Condado de Beaufort.

## Demografia
Segundo o censo norte-americano de 2000, a sua população era de 583 habitantes. 
Em 2006, foi estimada uma população de 581, um decréscimo de 2 (-0.3%).

## Geografia
De acordo com o United States Census Bureau tem uma área de 
2,7 km², dos quais 2,5 km² cobertos por terra e 0,2 km² cobertos por água. Aurora localiza-se a aproximadamente 2 m acima do nível do mar.

## Localidades na vizinhança
O diagrama seguinte representa as localidades num raio de 20 km ao redor de Aurora. 